# Gulfläckad ängstrollslända
Gulfläckad ängstrollslända (Sympetrum flaveolum) är en art i insektsordningen trollsländor som tillhör familjen segeltrollsländor. 

## Kännetecken
Den gulfläckade ängstrollsländans hane har orangeröd färg på ovansidan av kroppen. Längs sidorna på bakkroppen finns ett svart band. Hos honorna är kroppens färg mer gulbrunaktig. Honan har också ytterligare ett smalt gulaktigt band under det svarta bandet längs kroppssidan. Vingarna är genomskinliga med gulaktiga basfläckar och rödbrunt vingmärke hos både hanar och honor, även om enstaka individer ibland kan sakna basfläckarna. Vingbredden är 50 till 60 millimeter och bakkroppens längd är 22 till 26 millimeter.

## Utbredning
Den gulfläckade ängstrollsländan finns i stora delar av Europa österut över norra Asien bort till Japan. I Sverige är den vanlig i södra och mellersta delarna av landet, men den förekommer i spridda populationer även längre norrut. 

## Levnadssätt
Den gulfläckade ängstrollsländas habitat är mindre sjöar, gärna omgivna av skog. Ofta kan man se den flyga över ängar ganska långt från vatten. Efter parningen lägger honan äggen tillsammans med hanen, fritt i vattnet nära strandvegetationen. Utvecklingstiden från ägg till imago är ett år och flygtiden juni till september, längre söderut i utbredningsområdet även in i oktober.